# Гончаров Борис Антонович
Борис Антонович Гончаров (нар. 10 грудня 1929, Краснодар — пом. 24 грудня 2002, Львів) — український радянський футбольний тренер.

## Тренерська кар'єра
У 1963 році входив до тренерського штабу «Карпат» (Львів). Потім працював у Львівській спортивній школі «Карпати».
У 1980 році був начальником команди львівських «Карпат», після чого в 1981 році увійшов до тренерського штабу «Поділля» (Хмельницький), а після відставки Володимира Козеренка з червня 1981 по середину 1982 року був головним тренером «Поділля».
З 1977 по 1981 рік був головою Львівської обласної федерації футболу.